# Миодраг Анђелковић
Миодраг Анђелковић (Косовска Митровица, 7. фебруар 1977) бивши је српски фудбалер и тренер.

## Каријера
Играо је на позицији нападача. У каријери је наступао за неколико европских и азијских клубова и два бразилска клуба. Одиграо је највећи број утакмица за ОФК Београд. За репрезентацију Србије није одиграо ниједан меч. Повукао се из фудбала 2012. године.
Након завршетка играчке каријере ради као фудбалски тренер. Од 2024. године је тренер Дубочице из Лесковца.

## Успеси
Брентфорд галакси
- Канадска фудбалска лига: 2010.